# 特攻戦闘機中隊
『特攻戦闘機中隊』（とっこうせんとうきちゅうたい、原題：Fighter Squadron）は1948年のアメリカ合衆国の映画。ラオール・ウォルシュ監督の作品で、出演はエドモンド・オブライエン、ロバート・スタック、ジョン・ロドニーなど。日本では劇場未公開ではあるが、テレビ放映された。
ロック・ハドソンの映画デビュー作である。

## キャスト
※括弧内は日本語吹替（放送日1972年11月11日 NET『土曜映画劇場』）
- エド・ハーディン少佐：エドモンド・オブライエン（小林修）
- ハミルトン大尉：ロバート・スタック（仲村秀生）
- ビル・ブリックリー大佐：ジョン・ロドニー
- ドーラン軍曹：トム・ダンドレア
- マイク・マクレディ少将：ヘンリー・ハル
- ギルバート准将：シェパード・ストラドウィック
- 少尉：ロック・ハドソン[注釈 1]

## スタッフ
- 監督：ラオール・ウォルシュ
- 製作：シートン・I・ミラー
- 脚本：シートン・I・ミラー、マーティン・ラッキン
- 撮影：ウィルフリッド・M・クライン、シド・ヒコックス
- 編集：クリスチャン・ネイビー
- 音楽：マックス・スタイナー